# Markus Beckedahl

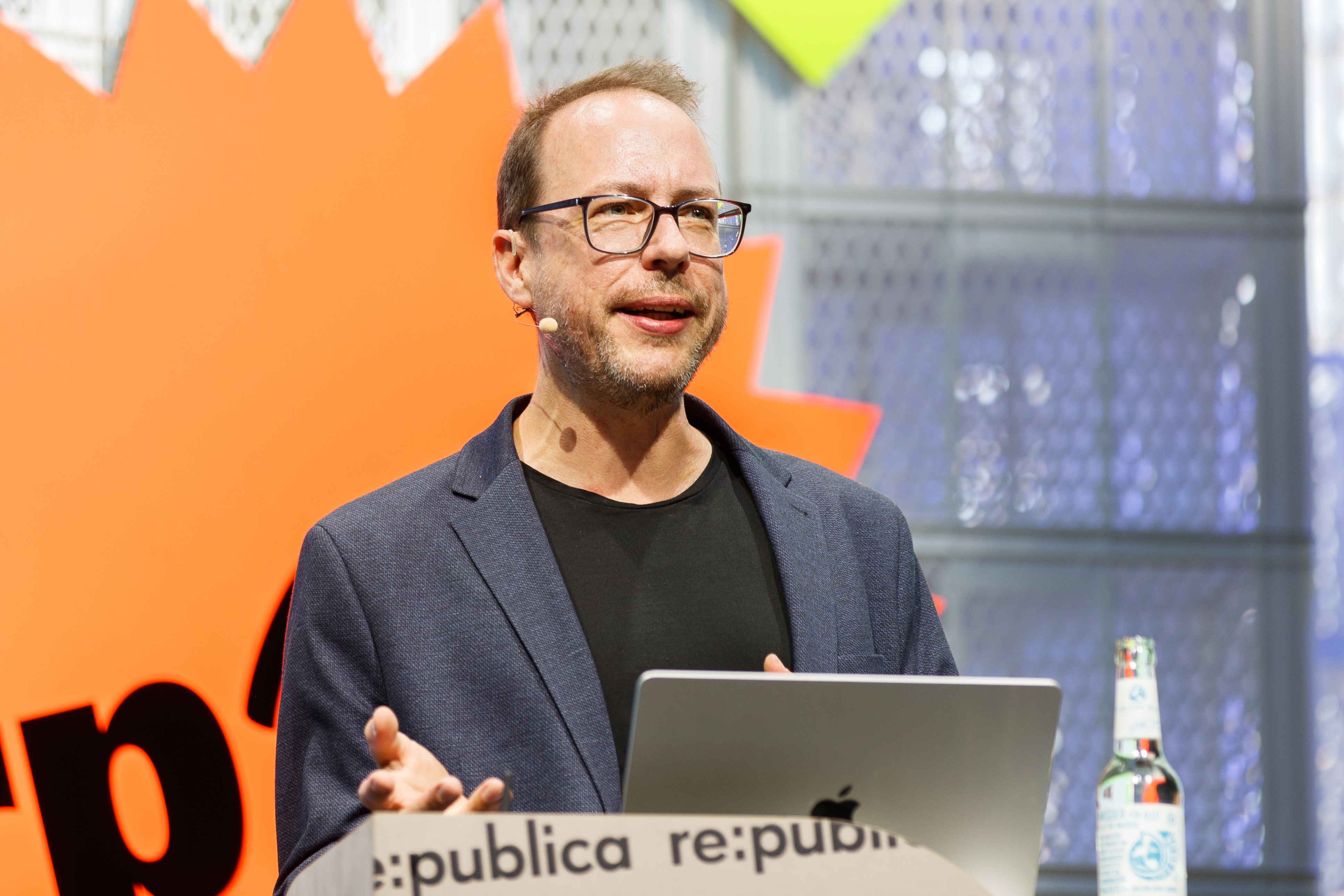
Markus Beckedahl bei der re:publica 2023

Markus Beckedahl (* 1976 in Bonn) ist ein deutscher netzpolitischer Aktivist und Journalist aus Berlin. Er wurde vor allem als Gründer und Chefredakteur des Blogs Netzpolitik.org sowie als Mit-Initiator der Konferenz re:publica bekannt, die beide Themen der digitalen Gesellschaft behandeln.

## Leben

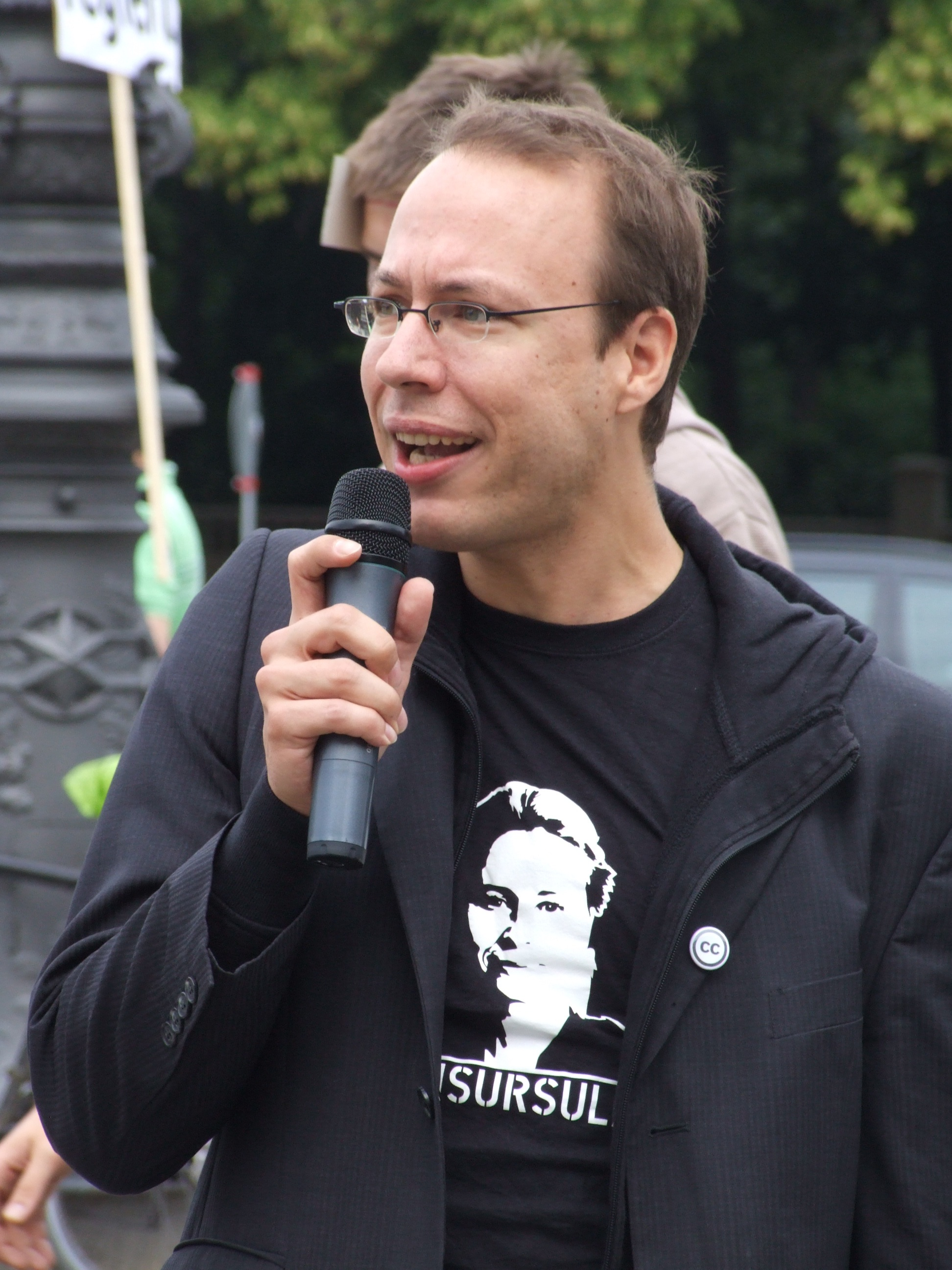
Beckedahl 2009 bei einer Mahnwache gegen das Zugangserschwerungsgesetz vor dem Brandenburger Tor

Beckedahl absolvierte eine Ausbildung zum IT-Kaufmann und gründete 2003 zusammen mit Andreas Gebhard das Unternehmen Newthinking Communications, eine Unternehmens- und PR-Beratung für politiknahe Organisationen und Unternehmen. Im Folgejahr gründeten die beiden den Newthinking Store, ein auf Open Source und Linux spezialisiertes Ladengeschäft. Dieses wurde 2011 liquidiert. 2013 zog sich Beckedahl auch aus der Agentur zurück. 

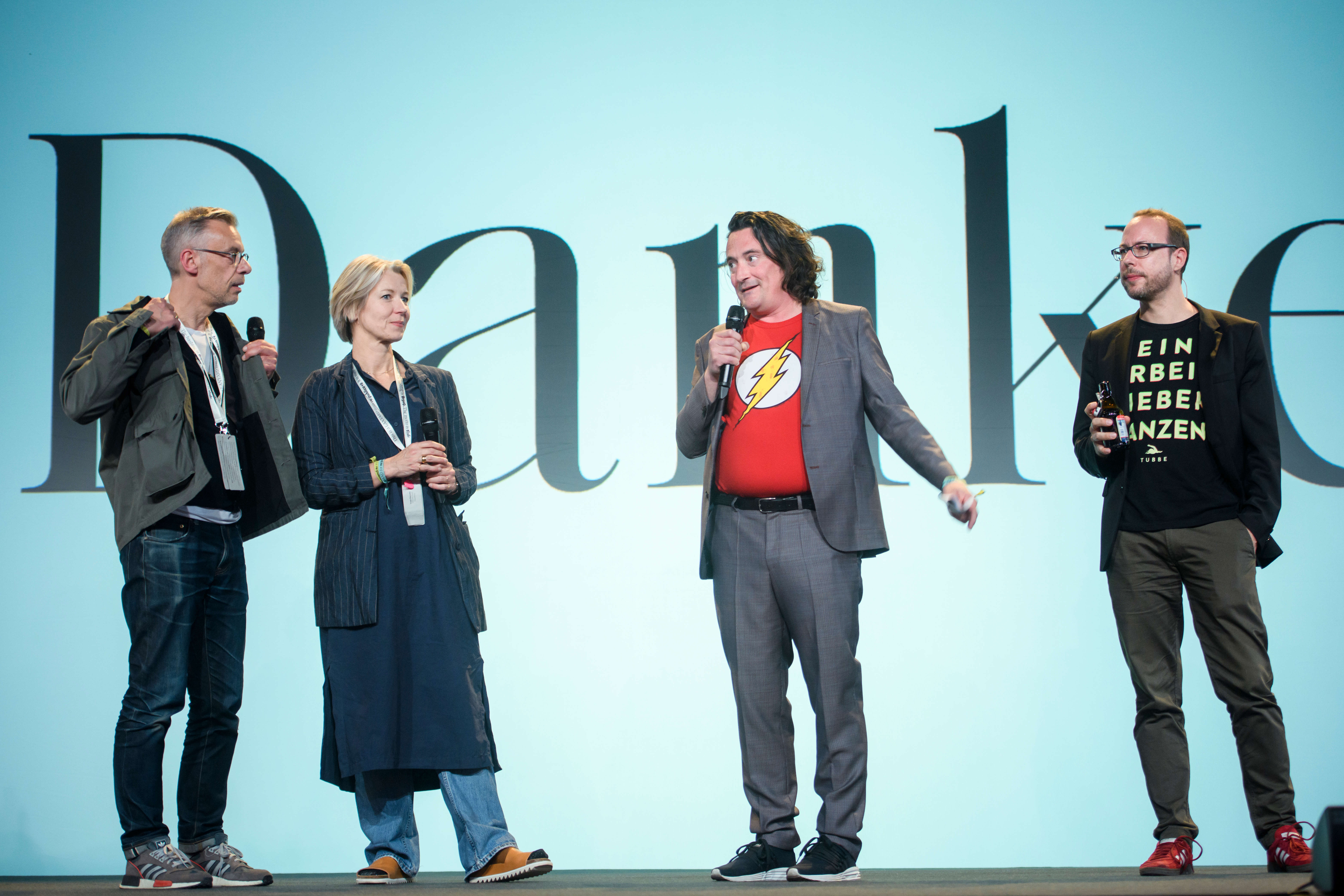
Beckedahl gehört neben (von links) Johnny Haeusler, Tanja Haeusler und Andreas Gebhard zu den Mitgründern der Konferenz re:publica

Mit Newthinking rief Beckedahl 2007 zusammen mit Spreeblick die jährliche Konferenz re:publica ins Leben, eine deutschsprachige Konferenz zu Themen der digitalen Gesellschaft und sozialen Medien.
Das 2003 gegründete Blog Netzpolitik.org gehörte bis 2016 zu Newthinking Communications – so waren die festen Redakteure dort beschäftigt – jedoch war das Blog nach eigenen Angaben redaktionell unabhängig vom Agenturgeschäft. Seit 2016 ist ein eigens dafür gegründeter Verein Betreiber; Beckedahl war bis 2022 Chefredakteur. Die Berichterstattung im Blog erzeugte Aufmerksamkeit bei Themen wie Softwarepatenten, Vorratsdatenspeicherung, Telekommunikation, Urheberrecht, sozialen Medien, staatliche Überwachung und Pressefreiheit.
Beckedahl war auch in Brüssel als Lobbyist für digitale Bürgerrechte aktiv und war 2005 als Vertreter des deutschen „Koordinierungskreises der Nichtregierungsorganisationen“ Mitglied der Regierungsdelegation zum zweiten Weltgipfel zur Informationsgesellschaft der Vereinten Nationen in Tunis. Er ist Mitautor der aus diesem Zusammenhang heraus entstandenen „Charta der Bürgerrechte für eine nachhaltige Wissensgesellschaft“.
Beckedahl war Lehrbeauftragter zu Open Source und sozialen Medien im Rahmen von Seminaren an der Universität Mannheim sowie zum Thema Open Business an der Filmakademie Ludwigsburg. 2010 wurde Beckedahl durch die Grünen als Sachverständiger in die Enquete-Kommission Internet und digitale Gesellschaft berufen, der er bis zu ihrem Abschluss 2013 angehörte.
Von 2007 bis 2015 war er bei Creative Commons Deutschland als ehrenamtlicher Projektleiter für Öffentlichkeitsarbeit und Community Building aktiv. Ebenfalls bis 2015 war er Vorsitzender und ehrenamtlicher Sprecher des 2010 von ihm mitgegründeten Vereins Digitale Gesellschaft. Von 2000 bis 2004 war Beckedahl Sprecher des Netzwerks Neue Medien, welches sich als zivilgesellschaftliche Lobbyorganisation verstand.
Seit 2010 schrieb er in unregelmäßigen Abständen im Feuilleton der Frankfurter Allgemeinen Zeitung die Kolumne „Digitale Gesellschaft“ sowie für zahlreiche weitere Printmedien. 2010 wurde er Mitglied des Medienrats der Medienanstalt Berlin-Brandenburg.
2022 übergab Beckedahl die Chefredaktion von netzpolitik.org, 2024 verließ er das Blog und gründete unter der Domain digitalpolitik.de ein eigenes Angebot für Vorträge, Beratung und Workshops. Außerdem bietet er dort einen Newsletter an.
Im Mai 2025 gründete Markus Beckedahl das Zentrum für Digitalrechte und Demokratie als gemeinnützige GmbH, um damit den Narrativen der großen Tech-Unternehmen entgegenzutreten.

## Parteipolitik
Beckedahl war von 2002 bis 2003 Mitglied des Bundesvorstands der Grünen Jugend und hat die Grüne Jugend NRW mitgegründet. In der Grünen Jugend koordinierte er das „Fachforum Neue Medien“ (1999–2004), war also in diesem Zeitraum inhaltlich verantwortlich für Themen wie (Neue) Medien, Technologiepolitik und Bürgerrechte. Er war an der Erarbeitung von netzpolitischen Beschlüssen der Grünen Jugend und von Bündnis 90/Die Grünen maßgeblich beteiligt. Er bezeichnete sich 2009 bezüglich seiner Mitgliedschaft bei den Grünen als „klassische Karteileiche“.

## Kontroversen

### Veröffentlichung zur Mitarbeiter-Überwachung der Deutschen Bahn
Beckedahl wurde im Februar 2009 von der Deutschen Bahn abgemahnt, weil er das interne Memorandum des Berliner Landesdatenschutzbeauftragten Alexander Dix zur Affäre bezüglich der Überwachung von Mitarbeitern durch die Deutsche Bahn online zugänglich gemacht hatte. Die Abmahnung führte dazu, dass sich zahlreiche Blogger mit Beckedahl solidarisierten und das Memo ebenfalls veröffentlichten. Die Bahn berief sich unter anderem auf den Schutz von Geschäfts- und Betriebsgeheimnissen und das Urheberrecht. Beckedahl weigerte sich jedoch, eine Unterlassungserklärung abzugeben. 2016 berief die Deutsche Bahn Beckedahl in ihren Datenschutz-Beirat.

### Ermittlungen wegen Verdachts des Landesverrats
Siehe Abschnitt im Artikel netzpolitik.org.

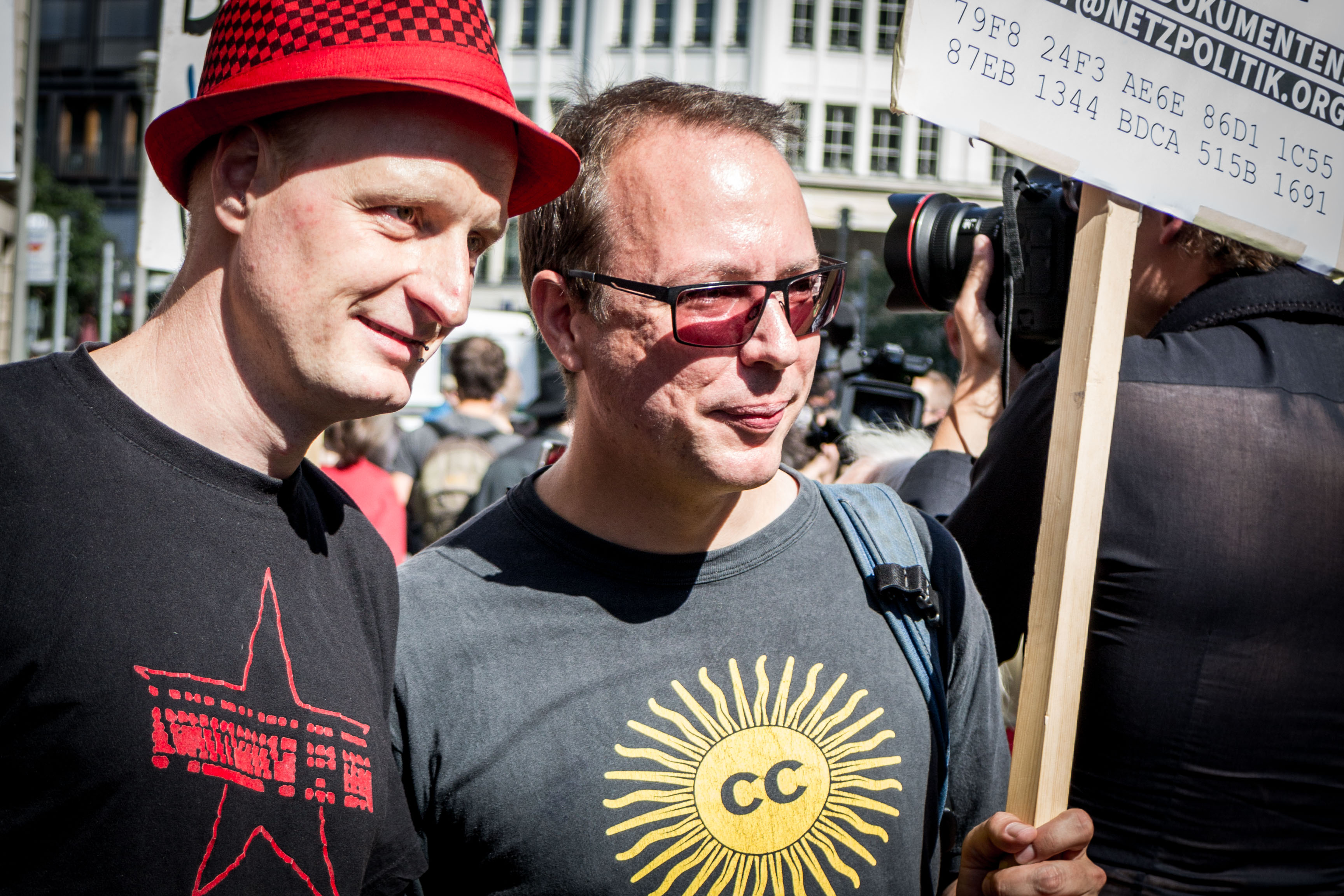
2015 ermittelte der Generalbundesanwalt Range gegen André Meister (links) und Markus Beckedahl, als Autoren von Netzpolitik.org, gegen die Veröffentlichung eines als vertraulich eingestuften Dokumentes des Bundesverfassungsschutzes

2015 kam es wegen der Veröffentlichung von Ausschnitten aus einem als vertrauliche Verschlusssache eingestuften Bericht des deutschen Verfassungsschutzes auf Netzpolitik.org zu Ermittlungen wegen Verdachts des Landesverrats gegen Markus Beckedahl und André Meister. Infolgedessen versetzte Bundesjustizminister Heiko Maas Generalbundesanwalt Harald Range in den einstweiligen Ruhestand.

## Mitgliedschaften in Gremien
- Medienrat der Medienanstalt Berlin-Brandenburg (seit April 2010)
- persönliches Mitglied der deutschen UNESCO-Kommission (2010 bis 2014)[5]
- Unterstützer der Charta der Digitalen Grundrechte der Europäischen Union
- Mitglied im Datenschutzbeirat der Deutschen Bahn (seit 2016)
- Mitglied der DFG-Expertenkommission „Wissenschaft im digitalen Zeitalter“ (2018/2019)
- Mitglied des Kuratoriums der Gesellschaft für Medienpädagogik und Kommunikationskultur (seit 2016)

## Schriften
- Online-Kampagnen: Das Netz als Forum politischer Öffentlichkeit. In: K. Lehmann, M. Schetsche (Hrsg.): Die Google-Gesellschaft. Vom digitalen Wandel des Wissens. transcript Verlag, Bielefeld 2005, S. 103–112.
- mit Falk Lüke: Die digitale Gesellschaft – Netzpolitik, Bürgerrechte und die Machtfrage. dtv, Berlin 2012, ISBN 978-3-423-24925-6.
- mit Andre Meister (Hrsg.): Jahrbuch Netzpolitik 2012. epubli, Berlin 2012, ISBN 978-3-8442-4234-8. (Volltext als PDF)
- mit Andre Meister (Hrsg.): Überwachtes Netz: Edward Snowden und der größte Überwachungsskandal der Geschichte. newthinking communications, Berlin 2013, ISBN 978-3-944622-02-6. (Volltext: als PDF; als AZW3, EPUB)
- Grundrechte im digitalen Zeitalter. In: J. Dahm, F. Decker, T. Hartmann (Hrsg.): Utopien. Für ein besseres Morgen. Dietz Verlag, Bonn 2020, S. 181–196.
- mit Roland W. Scholz, Stephan Noller, Ortwin Renn (Hrsg.): DiDaT Weißbuch. Verantwortungsvoller Umgang mit digitalen Daten – Orientierungen eines transdisziplinären Prozesses. Nomos, Baden-Baden 2021, ISBN 978-3-7489-2411-1. (Volltext als PDF)